# Karl Truesdell

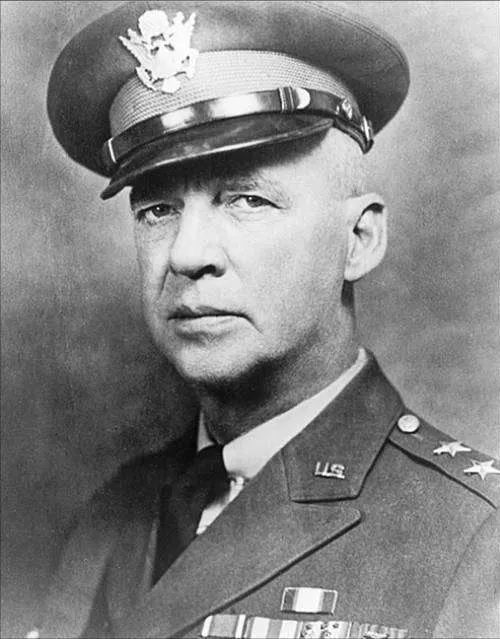
Karl Truesdell

Karl Truesdell (* 27. August 1882 in Moorhead, Clay County, Minnesota; † 16. Juli 1955 in Silver Lake, Wyoming County, New York) war ein Generalmajor der United States Army. Er war unter anderem Kommandeur des Command and General Staff Colleges.
Karl Truesdell war ein Sohn des Journalisten und Zeitungsherausgebers Julius A. Truesdell und dessen Frau Cornelia Riggs. Er besuchte die öffentlichen Schulen in Washington, D.C., wohin seine Eltern kurz nach seiner Geburt gezogen waren. Nach der High School trat er als einfacher Soldat in die US-Army ein. Dort bemühte er sich erfolgreich um die Teilnahme an einem Offizierslehrgang. Im Juni 1904 wurde er als Leutnant der Infanterie zugeteilt. In der Armee durchlief er anschließend alle Offiziersränge bis zum Generalmajor.
Neben seinen vielen Tätigkeiten im aktiven Militärdienst besuchte er im Lauf seiner Karriere verschiedene Lehrgänge und Schulen. Dazu gehörten die Army Signal School (1911–1912), die School of the Line (1920–1921), das United States Army War College (1925–1926) und das Naval War College (1926–1927).
Militärisch diente Truesdell zunächst im 5. Infanterieregiment. Zwischen 1907 und 1909 war er mit einem Bataillon dieser Einheit in Sagua la Grande auf Kuba stationiert. Später gehörte er dem United States Army Signal Corps an, ehe er im Jahr 1915 zum 25. Infanterieregiment versetzt wurde. Im Dezember jenes Jahres wurde er zum Hauptmann befördert und mit dem Kommando über eine Kompanie des inzwischen auf Hawaii stationierten Regiments betraut.
Während des Ersten Weltkriegs wurde Karl Truesdell mit den American Expeditionary Forces nach Europa entsandt. Er diente in verschiedenen Einheiten und war mit Kommunikationsaufgaben wie Funk- und Telefonverbindungen zwischen verschiedenen Kommandostellen betraut. Er blieb bis 1919 in Frankreich und kehrte anschließend in die Vereinigten Staaten zurück. In den 1920er Jahren absolvierte Truesdell die oben erwähnten Schulen. Ansonsten diente er an verschiedenen Militärstandorten. Im Dezember 1927 wurde er zum Oberstleutnant befördert. Zwischen 1927 und 1931 war er Stabsoffizier im Kriegsministerium. Anschließend war er von 1932 bis 1935 mit dem 15. Infanterieregiment in Tianjin in China stationiert. Danach war er in den Jahren 1935 bis 1937 Leiter der Abteilung Nachrichtendienste am Army War College (Director Military Intelligence Department, Army War College).
Nach seiner Beförderung zum Brigadegeneral im Jahr 1938 begann seine Zeit als Kommandeur größerer militärischen Einheiten. Zunächst kommandierte er mehrere Infanterie-Brigaden, ehe er für drei Monate (Oktober bis Dezember 1940) das Kommando über die 1. Infanterie-Division übernahm. In diese Zeit fiel seine Beförderung zum Generalmajor. Zwischen dem 31. Dezember 1940 und dem 15. Dezember 1941 kommandierte Truesdell das VI. Corps.
Karl Truesdell nahm nicht aktiv am Kriegsgeschehen des Zweiten Weltkriegs teil. Im Januar 1942 wurde er in die Panamakanalzone beordert, wo er als stellvertretender Kommandeur des Caribbean Defense Command amtierte. Schließlich wurde er zum Leiter des Army Command and General Staff Colleges in Fort Leavenworth ernannt. Dieses Kommando behielt er bis 1945. Damals wurde diese Schule modernisiert und auf den damals aktuellsten Stand gebracht. Zudem wurden erstmals Frauen zum Studium zugelassen. Kurz nach dem Ende seiner Berufung an dieser Schule trat Truesdell er in den Ruhestand.
Truesdell war seit 1907 mit Mary Maurice Smith (1886–1960) verheiratet. Das Paar hatte einen Sohn und eine Tochter. Der Sohn Karl Truesdell Jr. (1908–1978) brachte es später bei der United States Air Force bis zum Generalmajor. Die Tochter Cecile Olive (1910–1997) heiratete Edgar Thomas Conley Jr., einen Brigadegeneral der US-Army. Karl Truesdell verbrachte seinen Lebensabend abwechselnd in Chevy Chase in Maryland und in Silver Lake im Bundesstaat New York. Er war Mitglied zahlreicher Organisationen und Vereinigungen. Er starb am 16. Juli 1955 in Silver Lake und wurde auf dem Nationalfriedhof Arlington beigesetzt.

## Orden und Auszeichnungen
Karl Truesdell erhielt im Lauf seiner militärischen Laufbahn unter anderem folgende Auszeichnungen:
- Army Distinguished Service Medal (2-Mal)
- Order of the British Empire (Großbritannien)
- Croix de Guerre (Frankreich)
- Order Merit Aeronautico (Brasilien)
- Grand officer Military Order Ayacuche (Peru)
- Commander Order Polonia Rsestitutam (Polen)